# Брайденбах
Брайденбах (нім. Breidenbach) — громада в Німеччині, знаходиться в землі Гессен. Підпорядковується адміністративному округу Гіссен. Входить до складу району Марбург-Біденкопф.
Площа — 44,83 км2. Населення становить 6653 ос. (станом на 31 грудня 2020).

## Географії

### Сусідні міста та громади
Брайденбах межує з 4 містами / громадами:
- Бад-Лаасфе
- Біденкопф
- Даутфеталь
- Штеффенберг